# Diocesi di Leopoldina
La diocesi di Leopoldina (in latino: Dioecesis Leopoldinensis) è una sede della Chiesa cattolica in Brasile suffraganea dell'arcidiocesi di Juiz de Fora. Nel 2021 contava 440.450 battezzati su 625.300 abitanti. È retta dal vescovo Edson José Oriolo dos Santos.

## Territorio
La diocesi comprende 32 comuni nella parte meridionale dello Stato brasiliano di Minas Gerais: Leopoldina, Além Paraíba, Argirita, Astolfo Dutra, Barão de Monte Alto, Cataguases, Dona Eusébia, Estrela Dalva, Eugenópolis, Guarani, Guidoval, Guiricema, Itamarati de Minas, Laranjal, Miradouro, Miraí, Muriaé, Palma, Patrocínio do Muriaé, Pirapetinga, Piraúba, Rodeiro, Rosário da Limeira, Santana de Cataguases, Santo Antônio do Aventureiro, São Geraldo, São Sebastião da Vargem Alegre, Tocantins, Ubá, Vieiras, Visconde do Rio Branco e Volta Grande.
Sede vescovile è la città di Leopoldina, dove si trova la cattedrale di San Sebastiano.
Il territorio si estende su una superficie di 8.491 km² ed è suddiviso in 61 parrocchie, raggruppate in 6 foranie: Além Paraíba, Cataguases, Ubá, Visconde do Rio Branco, Leopoldina, Muriaé.

## Storia
La diocesi è stata eretta il 28 marzo 1942 con la bolla Quae ad maius di papa Pio XII, ricavandone il territorio dall'arcidiocesi di Mariana e dalla diocesi di Juiz de Fora (oggi arcidiocesi).
Il 1º giugno 1950, con la lettera apostolica Paterna caritas, lo stesso papa Pio XII ha proclamato la Beata Maria Vergine dal Cuore Immacolato patrona principale della diocesi, e i Santi Antonio Maria Claret e Teresa di Lisieux patroni secondari.
Originariamente suffraganea dell'arcidiocesi di Mariana, il 14 aprile 1962 è entrata a far parte della provincia ecclesiastica dell'arcidiocesi di Juiz de Fora.

## Cronotassi dei vescovi
Si omettono i periodi di sede vacante non superiori ai 2 anni o non storicamente accertati.
- Delfim Ribeiro Guedes † (26 giugno 1943 - 23 luglio 1960 nominato vescovo di São João del Rei)
- Geraldo Ferreira Reis † (16 giugno 1961 - 5 agosto 1985 ritirato)
- Sebastião Roque Rabelo Mendes † (5 agosto 1985 - 10 maggio 1989 nominato vescovo ausiliare di Belo Horizonte[2])
- Ricardo Pedro Chaves Pinto Filho, O.Praem. † (14 marzo 1990 - 16 ottobre 1996 nominato arcivescovo di Pouso Alegre)
- Célio de Oliveira Goulart, O.F.M. † (24 giugno 1998 - 9 luglio 2003 nominato vescovo di Cachoeiro de Itapemirim)
- Dario Campos, O.F.M. (23 giugno 2004 - 27 aprile 2011 nominato vescovo di Cachoeiro de Itapemirim)
- José Eudes Campos do Nascimento (27 giugno 2012 - 12 dicembre 2018 nominato vescovo di São João del Rei)
- Edson José Oriolo dos Santos, dal 30 ottobre 2019

## Statistiche
La diocesi nel 2021 su una popolazione di 625.300 persone contava 440.450 battezzati, corrispondenti al 70,4% del totale.
| anno | popolazione | popolazione | popolazione | presbiteri | presbiteri | presbiteri | presbiteri                | diaconi | religiosi | religiosi | parrocchie |
| anno | battezzati  | totale      | %           | numero     | secolari   | regolari   | battezzati per presbitero | diaconi | uomini    | donne     | parrocchie |
| ---- | ----------- | ----------- | ----------- | ---------- | ---------- | ---------- | ------------------------- | ------- | --------- | --------- | ---------- |
| 1950 | 420.000     | 450.000     | 93,3        | 42         | 34         | 8          | 10.000                    |         | 8         | 165       | 34         |
| 1966 | 400.000     | 415.000     | 96,4        | 123        | 62         | 61         | 3.252                     |         | 61        | 195       | 39         |
| 1970 | 380.000     | 416.987     | 91,1        | 58         | 34         | 24         | 6.551                     |         | 25        | 155       | 41         |
| 1976 | 380.000     | 400.000     | 95,0        | 45         | 21         | 24         | 8.444                     |         | 25        | 145       | 42         |
| 1980 | 405.000     | 457.235     | 88,6        | 44         | 22         | 22         | 9.204                     |         | 23        | 154       | 49         |
| 1990 | 454.000     | 506.000     | 89,7        | 51         | 31         | 20         | 8.901                     |         | 20        | 182       | 50         |
| 1999 | 396.865     | 529.154     | 75,0        | 55         | 38         | 17         | 7.215                     | 1       | 17        | 143       | 56         |
| 2000 | 396.865     | 529.154     | 75,0        | 59         | 42         | 17         | 6.726                     | 1       | 17        | 141       | 56         |
| 2001 | 396.865     | 529.154     | 75,0        | 53         | 39         | 14         | 7.488                     | 1       | 14        | 140       | 56         |
| 2002 | 396.865     | 529.154     | 75,0        | 51         | 39         | 12         | 7.781                     | 2       | 13        | 140       | 57         |
| 2003 | 396.865     | 529.154     | 75,0        | 53         | 42         | 11         | 7.488                     |         | 11        | 139       | 57         |
| 2004 | 396.865     | 529.154     | 75,0        | 54         | 43         | 11         | 7.349                     |         | 11        | 113       | 57         |
| 2013 | 423.000     | 606.000     | 69,8        | 62         | 52         | 10         | 6.822                     |         | 10        | 61        | 61         |
| 2016 | 423.390     | 601.000     | 70,4        | 65         | 56         | 9          | 6.513                     |         | 9         | 60        | 61         |
| 2019 | 433.600     | 615.500     | 70,4        | 70         | 63         | 7          | 6.194                     |         | 7         | 59        | 61         |
| 2021 | 440.450     | 625.300     | 70,4        | 70         | 63         | 7          | 6.292                     |         | 14        | 46        | 61         |